# Тані Косю
Косю Тані (яп. 谷甲州, ; нар. 30 березня 1951) — Косю Тані — японський письменник-фантаст та перекладач наукової фантастики.

## Навчання
Народився у м. Ітамі в префектурі Хьоґо, Японія).
Закінчив інженерний факультет Технологічного інституту в місті Осака за спеціальністю будівельна інженерія. Після закінчення, він в складі Компанії співпраці заморських добровольців (JOCV) допомагав координувати будівельні роботи в Непалі. Потім був координатором проекту Японського агентства міжнародного співробітництва (JICA) на Філіппінах.

## Творчість
Він зробив свій професійний дебют з історією 137-е місце мобільної бригади в 1979 році, перебуваючи в Непалі. Цей твір було опубліковано в березневому номері журналу Kisō Tengai.
Наступного 1980 року вийшов ще один пригодницький роман «Зимування на планеті СВ-8» у жанрі жорсткої фантастики. Так невідомий автор став письменником, що пише пригодницькі романи в жанрі жорстка наукова фантастика. З цього моменту, він також почав видавати багато фантастичних історій про майбутнє.
У романі Q-Cruiser Basilisk Косю Тані розповідає, від імені командира, про подорож п'яти членів екіпажу на космічному кораблі. У глухому космічному просторі, корабель оповідача зустрічає набагато більший корабель, що залишився з війни, яка тривала двісті років тому. Автор подає докладні описи морських бойових маневрів, виконаних «кораблем-привидом» у космосі. Поряд з відголосками пригодницьких казок які приггадуєв роимані його головний герой, «Q-Cruiser Василіск» резонує з сюжетами і темами післявоєнної американської космічної фантастики, а також з класичної екзистенціальної спекулятивної фантастики.

## Нагороди
К. Тані відомий головним чином завдяки жорсткій науковій фантастиці. Завдяки своїм творами він тричі отримував премію «Сейун» (двічі за найкращий роман, і один раз за найкраще оповідання) та премію Нітта Дзіро.
У 1987 році твір письменника «Марсіанська залізниця 19» (яп. 火星鉄道一九) став переможцем премії «Найкраща японське оповідання року».
У 1994 році цю премію виграв роман «Нескінченний пошук ворога» (яп. 終わりなき索敵).
Його історій про майбутнє «Білолиця людина» (яп. 白き嶺の男) була нагороджена премією Нітта Дзіро.
Нарешті в 2007 році «Найкращий японський роман року» було присуджено другій частині твору (яп. 日本沈没·第二部), написаного у співавторстві з Сакьо Комацу.
В 2014 році він нагороджений премією «Найкраще оповідання Японії» (англ. «Japanese Short Story») за оповідання «Hoshi o Tsukuru Monotachi».

## Сьогодення
Він є членом Організації письменників — авторів детективів Японії та Асоціації авторів наукової фантастики та фентезі Японії, Світовий Клуб Авторів, та асоційованим членом Лабораторії Лабораторії жорсткої наукової фантастики.
К. Тані в даний час живе в місті Комацу в префектурі Ісікава.

## Переклади на англійську мову
- «Q-Cruiser Basilisk» (Speculative Japan 2, Kurodahan Press, 2011)[10]